# لوكي (عالم مارفل السينمائي)
لوكي لاوفيسون ، المعروف لاحقًا من خلال التبني باسم لوكي أودينسون ، هو شخصية يجسدها توم هيدلستون في سلسلة عالم مارفل السينمائي (MCU)، استنادًا إلى شخصية مارفل كومكس والإله الأسطوري النوردي الذي يحمل نفس الاسم . تم تصويره على أنه إله الأذى والعدو الأول لأخيه المتبنى، ثور .
تربى لوكي ليصبح أستاذًا في السحر والشعوذة الآسغاردية ، ويخطط للاستيلاء على عرش آسغارد من ثور. بعد فشله، حاول غزو الأرض، مما أدى عن غير قصد إلى تشكيل المنتقمون، لكنه سُجن في أسغارد. يحل لفترة وجيزة محل والده بالتبني، أودين ، كحاكم لآسكارد، ثم يتحول إلى بطل مضاد ويساعد شقيقه في إنقاذ الكوكب من أختهم هيلا ، قبل أن يقتله ثانوس . تم تجنيد نسخة بديلة من لوكي من عام 2012 من قبل هيئة تباين الوقت (TVA) ويواجه إصدارات أخرى من نفسه، بما في ذلك نسخة أنثوية تدعى سيلفي ، والتي يقع في حبها. إنهم يعملون مع أعضاء الـTVA موبيوس ، وهنتر بي-15 ، وأوروبوروس لإيقاف من يبقى . النسخة البديلة من لوكي ضحت بنفسها لاحقًا لمراقبة الكون المتعدد والحفاظ عليه.
اعتبارًا من 2024, أصبح لوكي عنصرًا أساسيًا في عالم مارفل السينمائي حيث ظهر في سبعة أفلام، بدءًا من فيلم ثور (2011). ظهرت نسخٌ بديلة من الشخصية في مسلسل ديزني+ التلفزيوني لوكي (2021–2023) وظهر فيماذا لو...? (2021–2024). يُعتبر لوكي شخصيةً محبوبةً لدى المعجبين في السلسلة؛ وقد نال أداء هيدلستون إشادةً من النقاد والجمهور.

## المفهوم والإبداع
تم اقتراح تعديلات أفلام حية لشخصيات القصص المصورة ثور في أوقات مختلفة ولكنها لم تنجح. في منتصف العقد الأول من القرن الحادي والعشرين، أدرك كيفن فيج أن شركة مارفل لا تزال تمتلك حقوق الأعضاء الأساسيين في فريق المنتقمون ، والذي كان من بينهم ثور. كان فيج، الذي يسمي نفسه "معجبًا مهووسًا"، يتصور إنشاء عالم مشترك تمامًا كما فعل المبدعان ستان لي وجاك كيربي مع كتبهما المصورة في أوائل الستينيات.  في عام 2006، تم الإعلان عن الفيلم باعتباره إنتاجًا لاستديوهات مارفل.  في ديسمبر 2007، وصف بروتوسيفيتش خططه للفيلم بأنه "سيكون أشبه بقصة بطل خارق ، ولكن ليس قصة عن إنسان يكتسب قوة خارقة، بل قصة إله يُدرك إمكاناته الحقيقية. إنها قصة إله من العهد القديم يصبح إلهًا في العهد الجديد ".  في عام 2008، دخل جييرمو ديل تورو في محادثات لإخراج الفيلم. كان ديل تورو من محبي أعمال جاك كيربي في القصص المصورة، وقال إنه أحب شخصية لوكي، لكنه تمنى دمج المزيد من الأساطير الإسكندنافية الأصلية في الفيلم،  بما في ذلك " فالهالا القذرة حقًا، [مع] الفايكنج والطين".  ومع ذلك، رفض ديل تورو في النهاية فكرة ثور لإخراج فيلم الهوبيت . دخل كينيث براناه في مفاوضات لإخراج الفيلم،  وبحلول ديسمبر 2008، أكد براناه أنه تم تعيينه. ووصفها بأنها "قصة إنسانية في قلب سيناريو ملحمي كبير". 
وقيل إن العديد من الممثلين قد تم أخذهم في الاعتبار لهذا الدور، بما في ذلك جوش هارتنت ،  وجيم كاري .  في مايو 2009، أعلنت مارفل أن توم هيدلستون ، الذي عمل مع براناه من قبل وكان من المفترض في البداية أن يصور الدور الرئيسي، قد تم اختياره لدور لوكي.  في يونيو 2009، أكد فيج أن كريس هيمسورث وهيدلستون قد وقعا على العقد. 

### التوصيف
صرح توم هيدلستون أن "لوكي يشبه نسخة الكتاب الهزلي من إدموند في الملك لير ، ولكنه أكثر شراسة".  صرح هيدلستون أنه كان عليه اتباع نظام غذائي صارم قبل بدء التصوير لأن المخرج كينيث براناه "يريد أن يكون لوكي نحيفًا وجائعًا، مثل كاسيوس في يوليوس قيصر . جسديًا، لا يمكنه أن يتظاهر بأنه ثور".  اعتبر هيدلستون أيضًا بيتر أوتول مصدر إلهام لوكي، موضحًا: "من المثير للاهتمام أن كينيث طلب النظر إلى بيتر أوتول في فيلمين محددين، الأسد في الشتاء ولورانس العرب . الشيء المثير للاهتمام في ... أدائه [بصفته الملك هنري] هو أنك ترى مدى الضرر الذي لحق به. هناك خشونة [في أدائه]؛ إنه تقريبًا كما لو كان يعيش بطبقة من الجلد مقشرة. إنه عظيم ومدمع، وفي لحظة، يتحول بالتناوب إلى مضحك ثم مرعب. ما أردناه هو هذا التقلب العاطفي. إنه أسلوب تمثيل مختلف، إنه ليس الشيء نفسه تمامًا، ولكن من الرائع العودة ومشاهدة ممثل عظيم مثل أوتول يتجه إلى تلك التلال العالية العظيمة".  يجسد تيد أولبريس شخصية لوكي الشاب.

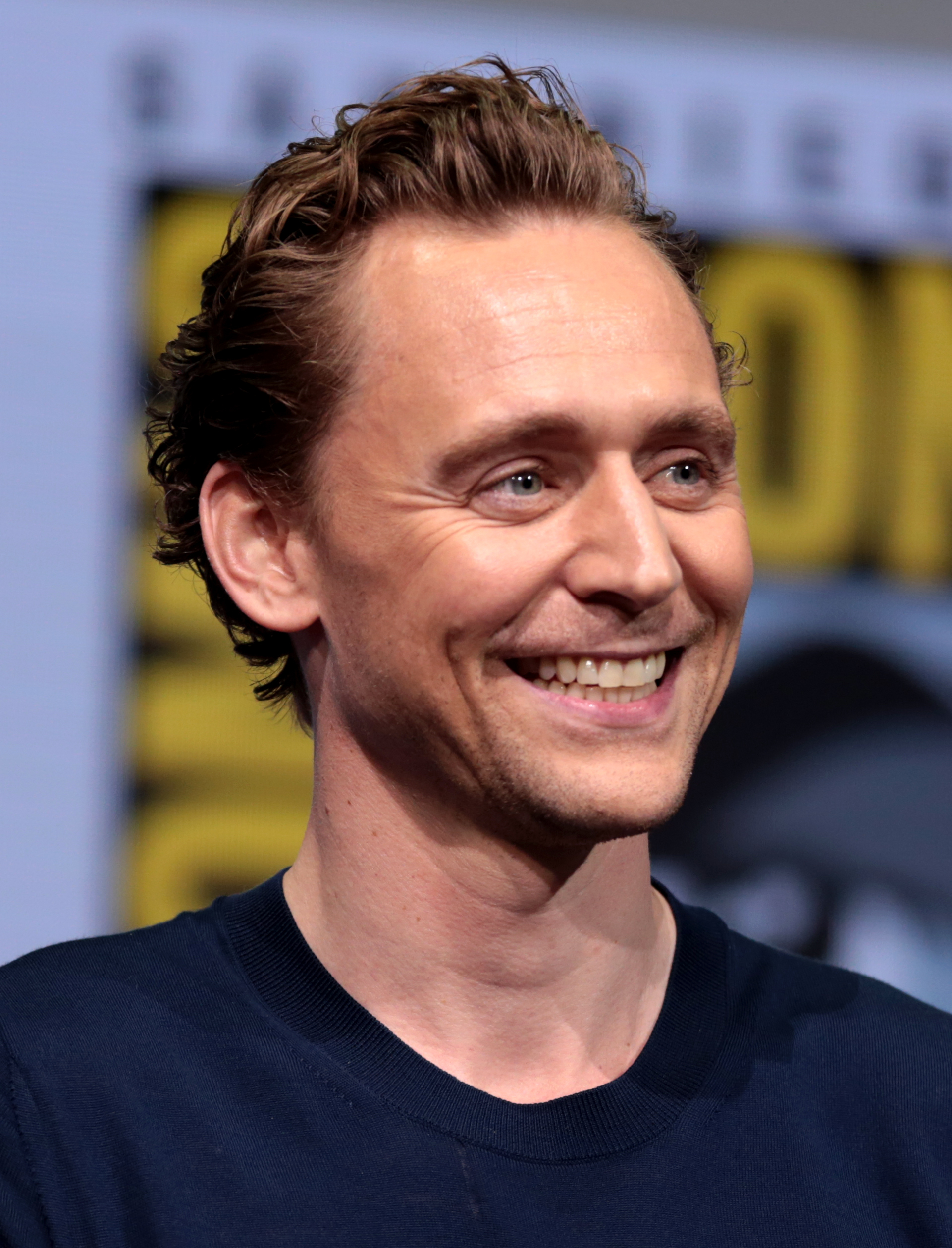
هيدلستون يروج لفيلم المنتقمون: الحرب اللانهائية في معرض سان دييغو للقصص المصورة لعام 2017

حول تطور شخصيته من ثور إلى المنتقمون ، قال هيدلستون: "أعتقد أن لوكي الذي نراه في المنتقمون متقدم أكثر. عليك أن تسأل نفسك: ما مدى متعة تجربة الاختفاء في ثقب دودي ناتج عن انفجار نووي هائل من صنعه؟ لذا أعتقد أنه بحلول الوقت الذي يظهر فيه لوكي في المنتقمون ، يكون قد رأى بعض الأشياء."  وعن دوافع لوكي، قال هيدلستون: "في بداية فيلم المنتقمون ، يأتي إلى الأرض لإخضاعها، وفكرته هي حكم الجنس البشري ملكًا لهم. ومثل جميع المستبدين الوهميين في تاريخ البشرية، يعتقد أن هذه فكرة رائعة، لأنه إذا انشغل الجميع بعبادته، فلن تكون هناك حروب، لذا سيخلق نوعًا من السلام العالمي بحكمهم كطاغية. لكنه أيضًا مخدوع نوعًا ما في حقيقة أنه يعتقد أن السلطة غير المحدودة ستمنحه احترام الذات، لذلك لم أتخلى عن حقيقة أنه لا يزال مدفوعًا بهذه الغيرة الرهيبة ونوع من الخراب الروحي."  صوّر هيدلستون أيضًا مشاهد من فيلم المنتقمون: عصر ألترون ، ولكن تم حذف مشاهده من النسخة السينمائية لأن المخرج جوس ويدون لم يرغب في أن يبدو الفيلم "مكتظًا". 
في ثور: العالم المظلم ، يشكل لوكي تحالفًا غير مستقر مع ثور ضد الجان المظلمين.    حول وجهة نظره حول شخصية لوكي في الفيلم، قال هيدلستون: "أود أن أجعله يصل إلى أدنى مستوياته. أود أن أراه يستسلم، أساسًا، لغرائزه المظلمة. ثم، بعد أن يصل إلى أدنى مستوياته، ربما يعود. أعتقد أن ما يجذبني لأداء لوكي، في تاريخ الأساطير والقصص المصورة والأساطير الإسكندنافية، هو أنه يتأرجح باستمرار على هذا الخط الفاصل بين الجانب المظلم والخلاص".  يتذكر هيدلستون، "عندما قابلت آلان [تايلور]، سألني كيف أعتقد أنني أستطيع تجسيد شخصية لوكي مرة أخرى دون تكرار نفسي، وتذكرت حديثي مع كيفن فيجي عندما كنا في جولة المنتقمون الترويجية. قلت، "حسنًا، لقد رأيت ثور ولوكي في حالة عداء لفيلمين حتى الآن. سيكون من المدهش رؤيتهما يقاتلان جنبًا إلى جنب. لقد كنت الشرير مرتين الآن، لذلك لا يمكنني أن أكون كذلك مرة أخرى، وإلا لما كان ينبغي لي أن أكون في الفيلم. لذلك علينا أن نجد دورًا جديدًا لألعبه." 
كان هيدلستون مهتمًا بكيفية تغير موقف لوكي بسبب أحداث ثور: راغناروك ، قائلاً: "إنه دائمًا مخادع. إنه يحاول إيجاد طرق جديدة ليكون مؤذيًا".  بصفته حاكم أسكارد منذ نهاية فيلم ثور: العالم المظلم (2013)، أشار هيدلستون إلى أن "لوكي كرّس معظم جهوده لتمجيد الذات النرجسية. وليس للحكم الرشيد."  وأضاف أيضًا أن "فكرة أن ثور قد يكون غير مبالٍ بلوكي تُقلقه... إنه تطور مثير للاهتمام". 
فيما يتعلق بموت لوكي في بداية حرب اللانهائية ، أعرب هيدلستون عن رأيه بأن "إنه قوي جدًا لدرجة أنه يطلق على نفسه اسم أودينسون، وهذا يغلق رحلة لوكي بأكملها وما يمكنه فعله"، مشيرًا أيضًا إلى أن موت لوكي يوضح مدى قوة ثانوس، مما مهد الطريق للقتال ضده. 

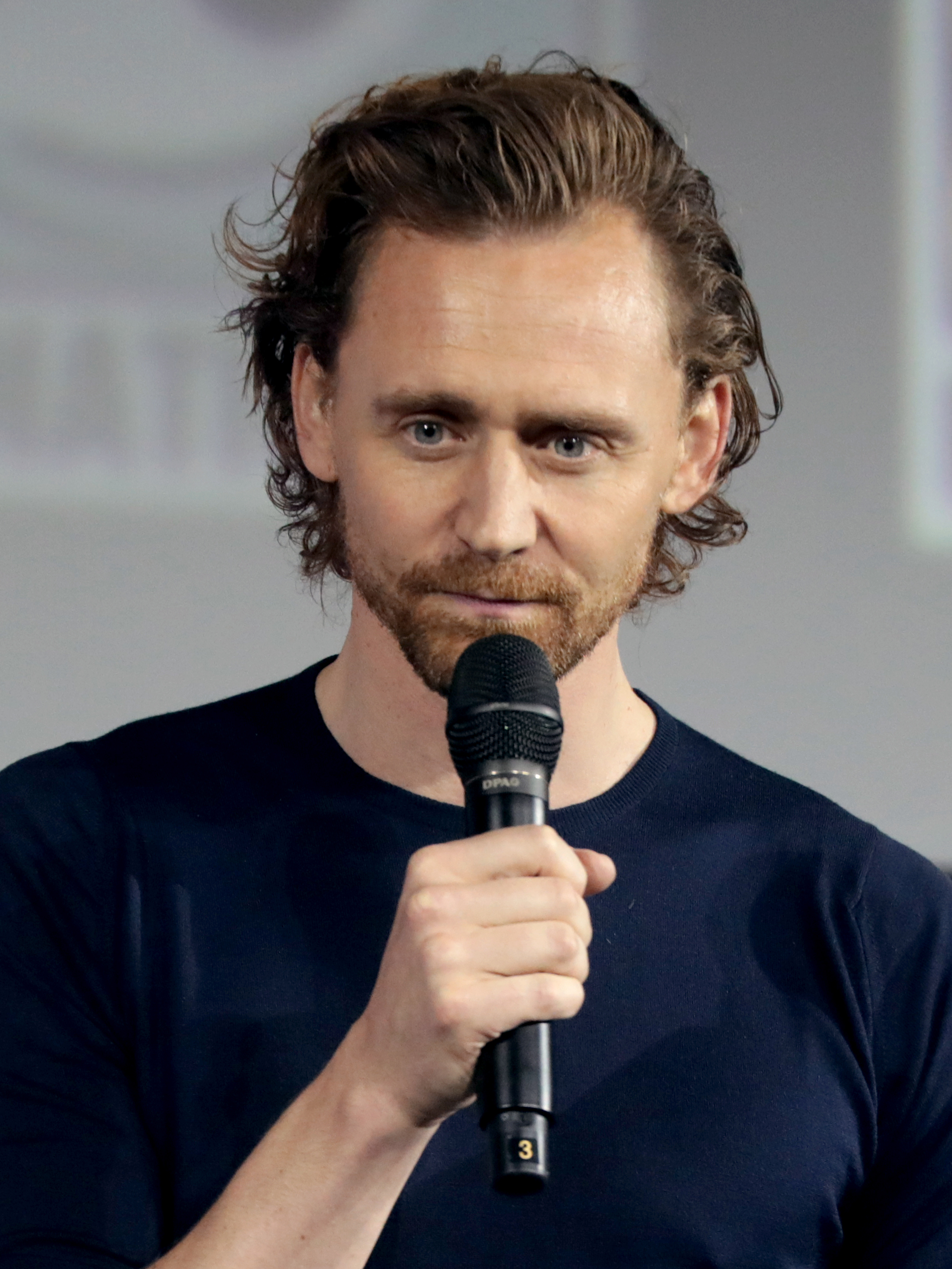
هيدليستون يروج للوكي في مؤتمر سان دييغو كوميك كون 2019.

في لوكي (2021)، تم تصنيف جنس لوكي في المسلسل من قبل هيئة التباين الزمني على أنه "سائل"، في إشارة إلى سيولة جنس الشخصية في مارفل كومكس . قال هيدلستون إن "اتساع وتنوع هوية الشخصية قد تم التأكيد عليه، وهو أمر كنتُ أدركه دائمًا منذ اختياري للدور لأول مرة قبل عشر سنوات... أعلم أن ذلك كان مهمًا لكيت هيرون ومايكل والدرون وللفريق بأكمله. وكنا مدركين تمامًا أن هذا أمر شعرنا بمسؤولية تجاهه." 
تظهر الشخصية أيضًا في المسلسل الكرتوني ماذا لو...؟ (2021–2024)،  والفيلم القصير المتحرك الصالح، بارت، ولوكي (2021). 

### الظهور والمؤثرات الخاصة
لاحظ هيدلستون أن تحوله إلى لوكي تطلب صبغ شعره الأشقر الطبيعي وجعل بشرته الحمراء الطبيعية تبدو شاحبة للغاية، حيث صرح:
برسمه بشعره الأسود الغامق وشحوب وجهي، تغيّرت ملامحي. فجأةً، بدت عيناي الزرقاوان أكثر زرقة، مما أضفى على وجهي قسوةً. حتى ابتسامتي تحمل تهديدًا مشوهًا. كل ما يخطر ببالي مشوه.

تم تصميم زي لوكي في فيلم ثور من قبل رئيس التطوير البصري في مارفل تشارلي وين، حيث تم تكييف عناصر من القصص المصورة مع إضافة عناصر أخرى لمنحه شعورًا مستقبليًا، مما يعكس معاملة السحر في أفلام ثور باعتباره مجرد تقنية متقدمة للغاية. مثل التمثيلات الأخرى لآسغارد، وخاصة بما في ذلك أزياء ثور وأودين، فقد أشارت أيضًا إلى رموز نورسية. صرح وين أنه "صمم درع لوكي ليكون احتفاليًا أكثر من كونه عمليًا"، بما يتماشى مع تركيز الشخصية على التخطيط للسلطة أكثر من الانخراط في المعركة. 
وصف هيدلستون القرون التي يرتديها كجزء من زي لوكي بأنها تزن حوالي 30 رطلاً، مما أدى في إحدى الحالات أثناء تصوير فيلم المنتقمون إلى طلبه من زميله في التمثيل كريس هيمسورث أن يلكمه في وجهه حقًا، لأن وزن القرون جعل من الصعب التظاهر بالضرب. 
خلال المسلسل التلفزيوني لوكي ، تم عرض أو تقديم العديد من أشكال لوكي بمظاهر مختلفة. فيما يتعلق بالمتغير الأكثر بروزًا، سيلفي، خططت مصممة أزياء لوكي كريستين وادا والمخرجة كيت هيرون أن تكون سيلفي "غامضة وثنائية الجنس إلى حد ما" في البداية، وتجنب الكشف عن هويتها لتصبح "لعبًا كاملاً على الجنس"، بدلاً من ذلك، السماح للشخصية بالتطور من تلقاء نفسها "كبطلة أنثوية قوية" دون الإفراط في الإثارة الجنسية. يمثل مظهر سيلفي شخصية "مقاتلة"، يمكنها الاعتماد على نفسها، ومستعدة للمشاركة في المعارك والركض. بدلاً من الدروع المصممة خصيصًا والتي تُمنح عادةً لشخصيات الكتب المصورة النسائية لتعزيز الصور الظلية، كان مصمم الأزياء ينوي عدم التمييز بين الملابس الذكورية والأنثوية في المسلسل. يشتمل زي سيلفي على بنطال حريم منسدل، مما يسمح لها بالتأكيد على الحركة بشكل متساوٍ مع البنطال الضيق أو بدلة الإسباندكس. قرر وادا إضفاء طابع الواقعية على مظهر سيلفي في قصة ذات عناصر سحرية، قائلاً: "أعتقد أن بإمكان المرء القتال وهو يرتدي حذاءً متينًا أكثر من حذاء بكعب عالٍ... فالوظيفة أمرٌ واضحٌ وهامٌ للغاية يجب الإشارة إليه في أي تصميم جيد."  في ظهورها الأول، ارتدت سيلفي تاجًا مكسورًا للوكي، والذي تركته لاحقًا في السفينة. ارتدت نسخة من الشخصية، السيدة لوكي ، تاجًا مشابهًا في القصص المصورة.  نسخة أخرى، لوكي الكلاسيكي، ارتدى زيًا مستوحى من تصميم الشخصية في القصص المصورة في الستينيات بواسطة جاك كيربي . 